# Cerkiew Świętego Ducha w Kodniu
Cerkiew pod wezwaniem Świętego Ducha – prawosławna cerkiew parafialna w Kodniu. Należy do dekanatu Terespol diecezji lubelsko-chełmskiej Polskiego Autokefalicznego Kościoła Prawosławnego.
Świątynia znajduje się przy ulicy Sławatyckiej.
Cerkiew została zbudowana według projektu Mirosława Załuskiego, przy pomocy finansowej Greckiego Kościoła Prawosławnego w latach 2001–2007. Jej uroczystej konsekracji dokonali zwierzchnicy Greckiego Kościoła Prawosławnego – arcybiskup Chrystodulos i Polskiego – metropolita Sawa w dniu 20 maja 2007. Ikonostas i część wewnętrznej polichromii zostały wykonane przez Mikołaja Końskiego z Łucka na Ukrainie. Ikony do ikonostasu napisał Mirosław Trochanowski z Włodawy, absolwent Policealnego Studium Ikonograficznego w Bielsku Podlaskim. Mozaiki na zewnątrz zostały stworzone przez zespół pod kierownictwem Mikołaja Kundela z Równego na Ukrainie.
21 czerwca 2021 r., w dwudziestą rocznicę wmurowania kamienia węgielnego pod budowę świątyni, na posesji cerkiewnej ustawiono dębowy krzyż.

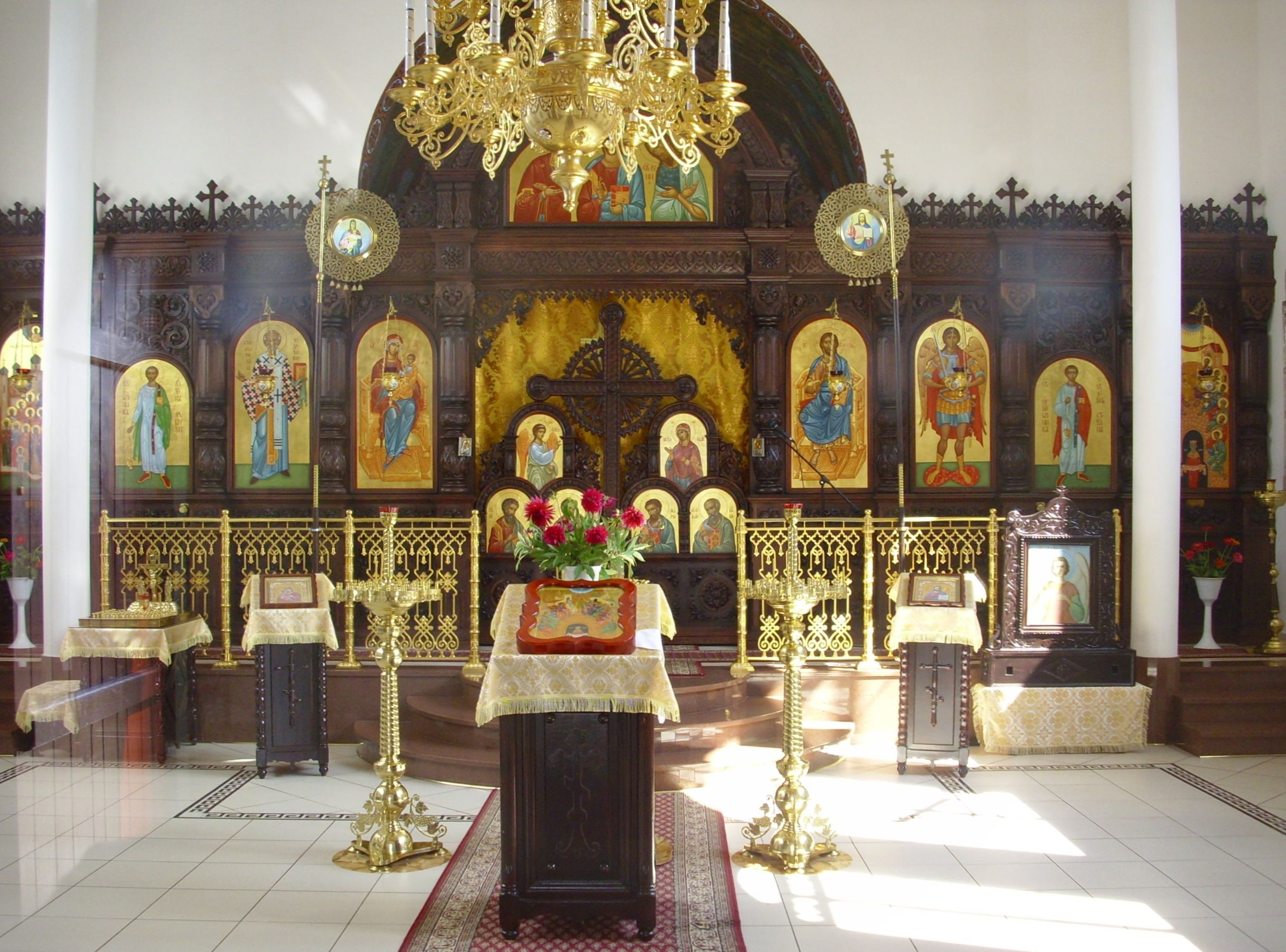
Wnętrze cerkwi